# Bataille de Ber (2013)
Pour les articles homonymes, voir Bataille de Ber.
Guerre du Mali
Batailles
La bataille de Ber a lieu le 21 avril 2013 pendant la guerre du Mali. Située au Nord de Tombouctou, la ville de Ber est attaquée et prise par des combattants du Mouvement arabe de l'Azawad.

## Déroulement
Le dimanche 21 avril 2013, selon une source militaire de Tombouctou, la ville de Ber est attaquée et prise par le MAA, à la suite d'un affrontement contre « un groupe armé local, non identifié pour le moment. »
Selon Mohamed Ould Ramadane, porte-parole du MAA, le combat a été livré contre des hommes du MNLA. Interrogé par l'AFP, le MAA renouvelle la proposition d'alliance à la France : « Nous avons pris la ville de Ber. Nous avons chassé une bande armée et nous contrôlons la ville depuis dimanche. Nous voulons travailler avec les Français et les Africains pour lutter contre le terrorisme, et les trafiquants de drogue. »
Selon des sources locales, au moins deux civils sont blessés lors des affrontements, dont une fille de 15 ans et un homme âgé. Selon un habitant touareg de Ber, quatre civils sont blessés lors des affrontements. 
Le fils du marabout est également enlevé par des hommes armés mais le MAA dément vouloir réclamer une rançon, son porte-parole déclare : « Ce n’est pas un otage, mais un prisonnier. Nous l’avons repéré l’arme à la main, et formellement reconnu, lors de l’attaque du MNLA contre nous à In Khalil. Il est bien traité et ne souffre ni ne manque de rien. »
L'armée française n'intervient pas, cependant un de ses avions survole la ville dans la soirée.
Le MAA quitte ensuite Ber, mais le 25 avril, leurs 14 pick-up armés restent positionnés aux abords de la ville. Le porte-parole Mohamed Ould Ramadane déclare : « Nous surveillons les entrées, nous empêchons ceux qui pillent et ceux qui frappent d’entrer. »
Le 5 mai, des hommes du  MAA effectuent un nouveau raid sur Ber. Plusieurs maisons sont fouillées, d'autres sont pillées, ainsi que des boutiques. Un camion et deux pick-up sont saisis. Mohamed Ould Ramadane affirme cependant que ces hommes ont désobéi à un ordre de repli du MAA sur les frontières algérienne et mauritanienne. Le lendemain, les militaires burkinabè et maliens reprennent possession de la ville de Ber, abandonnée par le MAA.
Le 7, les soldats burkinabè regagnent Tombouctou, laissant le contrôle de Ber aux soldats maliens. 23 personnes, suspectées d'être des déserteurs de l'armée malienne sont arrêtées et enfermées dans l'école. Le colonel Batiano déclare cependant qu'ils vont être libérés.
Le 16 mai, le MAA remet à l'armée mauritanienne trois hommes du MNLA capturés à Ber.